# Mistrzostwa Polski w Łyżwiarstwie Szybkim w Wieloboju Sprinterskim 2019
38. Mistrzostwa Polski w wieloboju sprinterskim odbyły się w dniach 22-23 grudnia 2018 roku na torze Arena Lodowa w Tomaszowie Mazowieckim.

## Wyniki

### Kobiety
| Pozycja | Zawodniczka      | 500 m | 1000 m  | 500 m | 1000 m  | Suma pkt. | Strata |
| ------- | ---------------- | ----- | ------- | ----- | ------- | --------- | ------ |
| 01 !    | Karolina Bosiek  | 39.69 | 1:18.79 | 39.91 | 1:18.63 | 158.310   | -      |
| 02 !    | Andżelika Wójcik | 39.54 | 1:20.87 | 39.49 | 1:19.93 | 159.430   | +1.120 |
| 03 !    | Kaja Ziomek      | 39.61 | 1:20.88 | 39.47 | 1:21.39 | 160.215   | +1.905 |

### Mężczyźni
| Pozycja | Zawodnik            | 500 m | 1000 m  | 500 m | 1000 m  | Suma pkt. | Strata |
| ------- | ------------------- | ----- | ------- | ----- | ------- | --------- | ------ |
| 01 !    | Piotr Michalski     | 35.78 | 1:12.24 | 36.19 | 1:11.19 | 143.685   | -      |
| 02 !    | Sebastian Kłosiński | 36.51 | 1:11.57 | 36.56 | 1:11.39 | 144.550   | +0.865 |
| 03 !    | Gaweł Oficjalski    | 36.72 | 1:14.01 | 36.74 | 1:13.38 | 147.155   | +3.470 |

## Biegi drużynowe

### Kobiety
| Pozycja | Klub                          | Zawodniczki                                                 | Czas biegu | Strata |
| ------- | ----------------------------- | ----------------------------------------------------------- | ---------- | ------ |
| 1.      | Pilica Tomaszów Mazowiecki    | Karolina Bosiek, Karolina Gąsecka, Natalia Jabrzyk          | 3:18.90    | -      |
| 2.      | AZS AWF Katowice              | Andżelika Wójcik, Aleksandra Kapruziak, Magdalena Czyszczoń | 3:28.88    | +9.98  |
| 3.      | Pilica Tomaszów Mazowiecki II | Olga Kaczmarek, Daria Kopacz, Zofia Pluta                   | 3:38.47    | +19.57 |

### Mężczyźni
| Pozycja | Klub                       | Zawodnicy                                           | Czas biegu | Strata |
| ------- | -------------------------- | --------------------------------------------------- | ---------- | ------ |
| 1.      | Stoczniowiec Gdańsk        | Marcin Bachanek, Szymon Palka, Adrian Wielgat       | 4:00.81    | -      |
| 2.      | Pilica Tomaszów Mazowiecki | Mateusz Owczarek, Jakub Piotrowski, Roland Cieślak  | 4:05.04    | +4.23  |
| 3.      | Stoczniowiec Gdańsk        | Dawid Burzykowski, Sebastian Kłosiński, Jan Świątek | 4:10.53    | +9.72  |

## Sprinty drużynowe

### Kobiety
| Pozycja | Klub                       | Zawodniczki                                                 | Czas biegu | Strata |
| ------- | -------------------------- | ----------------------------------------------------------- | ---------- | ------ |
| 1.      | Pilica Tomaszów Mazowiecki | Olga Kaczmarek, Karolina Gąsecka, Natalia Jabrzyk           | 1:34.69    | -      |
| 2.      | AZS AWF Katowice           | Andżelika Wójcik, Aleksandra Kapruziak, Magdalena Czyszczoń | 1:35.68    | +0.99  |
| 3.      | MKS Cuprum Lubin           | Kaja Ziomek, Nikola Dudziak, Aleksandra Kluk                | 1:40.58    | +5.89  |

### Mężczyźni
| Pozycja | Klub                       | Zawodnicy                                         | Czas biegu | Strata |
| ------- | -------------------------- | ------------------------------------------------- | ---------- | ------ |
| 1.      | Stoczniowiec Gdańsk        | Marcin Bachanek, Sebastian Kłosiński, Jan Świątek | 1:23.58    | -      |
| 2.      | Stoczniowiec Gdańsk        | Dawid Burzykowski, Szymon Palka, Adrian Wielgat   | 1:26.08    | +2.50  |
| 3.      | Pilica Tomaszów Mazowiecki | Mateusz Owczarek, Wiktor Grzybek, Oskar Ślusarski | 1:27.02    | +3.44  |